# جان پاتریک آمه‌دوری
جان پاتریک آمه‌دوری (انگلیسی: John Patrick Amedori؛ زادهٔ ۲۰ آوریل ۱۹۸۷) بازیگر و موسیقی‌دان اهل ایالات متحده آمریکا است.

## گزیده فیلمشناسی
از فیلم‌ها یا برنامه‌های تلویزیونی که وی در آن نقش داشته است می‌توان به آثار زیر اشاره کرد.
- آسیب‌ناپذیر (۲۰۰۰)
- اثر پروانه‌ای (۲۰۰۴)
- آن را بچسبان (۲۰۰۶)
- داروی عشق (۲۰۰۶)
- زمان‌سنج (۲۰۰۹)
- اسکات پیلگریم در برابر دنیا (۲۰۱۰)
- شجره‌نامه (۲۰۱۱)
- آخرین مقاومت (۲۰۱۳)
- نوارهای واتیکان[۲] (۲۰۱۵)
- نگهبان (۲۰۰۲)
- هنوز وایسادیم (۲۰۰۳)
- دکتر هاوس (۲۰۰۵)
- جراحی پلاستیک (۲۰۰۵)
- سی‌اس‌آی: نیویورک (۲۰۰۷)
- دختر سخن‌چین[۳] (۲۰۰۸)
- سی‌اس‌آی: میامی (۲۰۰۹)
- ماشین جین منسفیلد (۲۰۱۲)
- ذهن‌های جنایتکار (۲۰۱۳)
- آکواریوس (۲۰۱۶)
- دکتر خوب (۲۰۱۸ و ۲۰۲۰)